# حكومة صلاح الدين البكوش الثانية
حكومة صلاح الدين البكوش الثانية هي حكومة تونسية ترأسها صلاح الدين البكوش. هذه الحكومة فرضت بالقوة من قبل المقيم العام الفرنسي جان دو هوتكلوك بعد توقيف كل وزراء حكومة محمد شنيق الثانية. تعتبر هذه الحكومة رمز المأزق الذي تعيشه الحماية الفرنسية في تونس، العالقة بين رغبة الشعب التونسي في الاستقلال والمحاولات اليائسة من للحكومة الفرنسية للحفاظ على مصالح الشعب الفرنسية في تونس.

## الأعضاء
| الصورة                            | الوزارة                            | الاسم                         |
| الوزير الأكبر                     | الوزير الأكبر                      | الوزير الأكبر                 |
| --------------------------------- | ---------------------------------- | ----------------------------- |
|                                   | الوزير الأكبر                      | صلاح الدين البكوش             |
| الوزراء التونسيون                 |                                    |                               |
|                                   | وزير دولة                          | الطيب بلخيرية                 |
|                                   | وزير الصحة العمومية                | محمد الغشام                   |
|                                   | وزير التجارة                       | الهادي بن الرايس              |
|                                   | وزير الفلاحة                       | محمد الدنقزلي                 |
|                                   | وزير العدل                         | الصادق الجزيري                |
| الوزراء الفرنسيون                 |                                    |                               |
|                                   | الكاتب العام                       | ريمون بونس (حتى 19 مارس 1953) |
| جورج دوبوازا (منذ 19 مارس 1953)   | الكاتب العام                       |                               |
|                                   | نائب الكاتب العام                  | لويس كارتري                   |
|                                   | مفوض لإعادة التسكين والإعمار       | جيرار بلاشير                  |
|                                   | مدير المالية                       | جان غاستون فريسيه             |
|                                   | مدير الأشغال العامة                | جان ماتيو                     |
|                                   | مدير البريد والبرق والهاتف         | جان داز (حتى 19 مارس 1953)    |
| أندريه بلانشار (منذ 19 مارس 1953) | مدير البريد والبرق والهاتف         |                               |
|                                   | مدير التعليم العام والفنون الجميلة | لوسيان بي                     |